# TMIE
TMIE (англ. Transmembrane inner ear) – білок, який кодується однойменним геном, розташованим у людей на 3-й хромосомі. Довжина поліпептидного ланцюга білка становить 156 амінокислот, а молекулярна маса — 17 241.
| 10         |  | 20         |  | 30         |  | 40         |  | 50         |
| ---------- |  | ---------- |  | ---------- |  | ---------- |  | ---------- |
| MAGWPGAGPL |  | CVLGGAALGV |  | CLAGVAGQLV |  | EPSTAPPKPK |  | PPPLTKETVV |
| FWDMRLWHVV |  | GIFSLFVLSI |  | IITLCCVFNC |  | RVPRTRKEIE |  | ARYLQRKAAK |
| MYTDKLETVP |  | PLNELTEVPG |  | EDKKKKKKKK |  | KDSVDTVAIK |  | VEEDEKNEAK |
| KKKGEK     |  |            |  |            |  |            |  |            |

A: Аланін

C: Цистеїн

D: Аспарагінова кислота

E: Глутамінова кислота

F: Фенілаланін

G: Гліцин

H: Гістидин

I: Ізолейцин

K: Лізин

L: Лейцин

M: Метіонін

N: Аспарагін

P: Пролін

Q: Глутамін

R: Аргінін

S: Серин

T: Треонін

V: Валін

W: Триптофан

Локалізований у мембрані.